# The Resurrection of Jake the Snake
(Jake "The Snake" Roberts)
The Resurrection of Jake the Snake è un documentario biografico del 2015 incentrato sulla leggenda del wrestling Jake "The Snake" Roberts e dedicato alla memoria di altri due grandi nomi del passato, "The American Dream" Dusty Rhodes e "Rowdy" Roddy Piper.

## Trama
Il documentario offre una visione intima del lungo periodo riabilitativo seguito da Roberts nel 2014 sotto la guida di Dallas Page per liberarsi dalla dipendenza da alcol e droghe che ne ha condizionato in modo determinante non solo la carriera ma anche la vita personale.
Nel corso della storia viene più volte ribadito il difficile rapporto con il padre e il ricadere quasi continuamente nei suoi vizi da parte di Roberts, ma anche di come Page sia riuscito nell'intento di convincere Roberts, più volte definito il suo mentore, che attorno a lui ci sono persone che lo amano e che lo apprezzano (come quando, dovendo sottoporsi ad un intervento chirurgico alla spalla ma non avendo i mezzi economici per sostenerlo, riuscì a permetterselo grazie ad una raccolta fondi online tra i suoi fan).
Nel corso del documentario si unisce al percorso riabilitativo anche un'altra leggenda del wrestling professionistico, Scott Hall, anche lui segnato dagli stessi demoni che hanno afflitto Roberts.
L'arco di tempo considerato va dall'inizio della riabilitazione di Roberts fino al momento culminante della sua resurrezione, e cioè la partecipazione alla puntata di WWE Raw dedicata alle leggende (Raw Old School) e l'introduzione nella WWE Hall of Fame sia per Roberts che per Hall nel 2014.
Il documentario si avvale di diversi spezzoni di video raffiguranti i momenti più alti e più bassi della carriera di Roberts e delle opinioni di grandi nomi della WWE come Chris Jericho, Edge, Ted DiBiase, Jim Ross, "Mean" Gene Okerlund e Steve Austin.

## Distribuzione
Il film venne presentato allo Slamdance Film Festival, tenutosi il 23 gennaio 2015 a Park City, Utah. Successivamente fu distribuito a livello nazionale a partire dal 2 settembre 2015 con la prima svoltasi al Portland Film Festival.

## Accoglienza
Il film ricevette recensioni generalmente positive da parte della critica. In una recensione apparsa sulla rivista Vice, Ian Williams scrisse: "Sebbene The Resurrection of Jake the Snake non raggiunga le vette dei grandi film di wrestling della storia - i suoi momenti migliori arrivano quasi loro malgrado e c'è una certa grandezza in esso." The Hollywood Reporter lodò i crudi momenti emotivi catturati nel documentario, ma affermò anche che il film (il debutto alla regia di Yu) era "un po' approssimativo". Ulteriori recensioni positive arrivarono da Den of Geek, IndieWire, e FilmInk. Molteplici recensori notarono la somiglianza tra il film e Beyond the Mat, il documentario sul wrestling del 1999 al quale aveva partecipato Roberts.
Robert Abele del Los Angeles Times, tuttavia, diede del film una recensione negativa, defininendolo "voyeuristico" e "frastagliato e di routine". Accusò anche i realizzatori di autopromozione invece che di regia obiettiva e concluse la sua recensione affermando: «Sebbene la storia centrale sia costruita per ispirare, e sicuramente lo farà, per i molti seguaci del wrestling che amano i ritorni, l'intera impresa sembra un episodio pilota per qualcosa che potrebbe essere chiamato Celebrity Wrestler Rehab». Un'altra critica mossa al film riguarda la promozione di DDP Yoga, un corso di yoga creato da DDP che è molto presente nel documentario come parte del processo riabilitativo di Roberts. Nella stessa recensione per Vice, Williams criticò il fatto che Yu sia l'attuale presidente del DDP Yoga ed era forse già presidente al momento delle riprese. Inoltre, Jon Jackson in Den of Geek dichiarò: «A volte, il film sembra un po' come una pubblicità per DDP Yoga».